# Papulaspora sepedonioides
Papulaspora sepedonioides är en svampart som beskrevs av Preuss 1851. Papulaspora sepedonioides ingår i släktet Papulaspora, klassen Sordariomycetes, divisionen sporsäcksvampar och riket svampar.   Inga underarter finns listade i Catalogue of Life.